# جيمس براينت
جيمس براينت (4 فبراير 1976 - ) (بالإنجليزية: James Bryant)‏ هو لاعب كريكت جنوب أفريقي.

## وصلات خارجية
- جيمس براينت على موقع إي آس بي آن كريك إنفو (الإنجليزية)